# Werner Arber
Werner Arber (Gränichen, 3 giugno 1929) è un biologo svizzero, vincitore del Premio Nobel per la medicina nel 1978.

## Biografia
Nel 1949 si iscrive al politecnico federale di Zurigo per studiare chimica e fisica.
Docente di genetica molecolare dal 1959 al 1970 all'Università di Ginevra, nel 1971 si trasferisce a Basilea per insegnare microbiologia nell'università omonima.
Nominato membro, pur essendo personalmente protestante, della Pontificia Accademia delle Scienze nel 1981 e consigliere dal 1995, ne diviene presidente nel 2010.

## Attività scientifica
Impronta le sue ricerche sul meccanismo di difesa della cellula batterica nei confronti dei virus, ricevendo per le sue scoperte il Premio Nobel nel 1978, in compagnia di Daniel Nathans e Hamilton O. Smith, con l’aiuto dei quali scopre gli enzimi di restrizione.
I suoi studi risultano attualmente la base dell'ingegneria genetica e della biologia molecolare.